# جيسيكا لوندي
جيسيكا لوندي (بالإنجليزية: Jessica Lundy)‏ (و. 1966  م) هي ممثلة تلفزيونية، وممثلة أفلام أمريكية، ولدت في سان دييغو.

## التعليم
تعلمت في Circle in the Square Theatre School ‏.

## وصلات خارجية
- جيسيكا لوندي على موقع IMDb (الإنجليزية)
- جيسيكا لوندي على موقع ألو سيني (الفرنسية)
- جيسيكا لوندي على موقع أول موفي (الإنجليزية)
- جيسيكا لوندي على موقع قاعدة بيانات الأفلام السويدية (السويدية)
- جيسيكا لوندي على موقع إن إن دي بي (الإنجليزية)
- جيسيكا لوندي على موقع قاعدة بيانات الفيلم (الإنجليزية)
- جيسيكا لوندي على موقع كينوبويسك (الروسية)